# アメリア・カーラン
アメリア・カーラン（Amelia Curran, 1775年 - 1847年）はアイルランド生まれの画家である。アイルランドの独立運動に共感して、政治運動にも参加したイギリスの詩人パーシー・ビッシュ・シェリーの友人になり、シェリーの肖像画を残したことなどで知られている。

## 略歴
アイルランドのダブリンで生まれた。父親のジョン・フィルポット・カーラン(John Philpot Curran: 1750-1817）はアイルランドのカトリック教徒擁護に熱心な弁護士、政治家で、妹のサラ・カーラン（Sarah Curran: 1782-1808）はアイルランドの共和党員で反乱を指導し処刑されたロバート・エメット(Robert Emmet: 1778-1803）の婚約者であったとされる。
1810年に父親の知人のイギリスの著作家ウィリアム・ゴドウィン（1756-1836)とアメリカの政治家、アーロン・バー（1756-1836）に紹介され 、1812年ころアイルランドで政治的な活動をしていたイギリスの詩人パーシー・ビッシュ・シェリー（1792-1822）と知り合い友人となり、アイルランドでのシェリーの活動に同行し、シェリーをこの運動のリーダーであった父親に紹介した。後にカーランがローマに移った後も、シェリーの2番目の妻のメアリー・シェリー（1797-1851）と、文通を続け、親しい友情となった。
1821年に、アメリア・カーランはナポリに移り、カトリックに改宗した。1822年はパリに移り、1824年からはローマに住み1847年にローマで亡くなった。
アメリア・カーランは何度かシェリーを女性的に見える外貌で描いた肖像画を描いたことで知られている。その肖像画はシェリーが気に入っていた絵画の1つであるグイド・レーニが描いた父親殺しの容疑で処刑された16世紀の女性ベアトリーチェ・チェンチの肖像画に似ているとされる。カランの肖像画のうちの3点が、ロンドンのナショナル・ポートレート・ギャラリーに所蔵されている。ルネサンス期の聖母像の模写も描いた。

## 作品

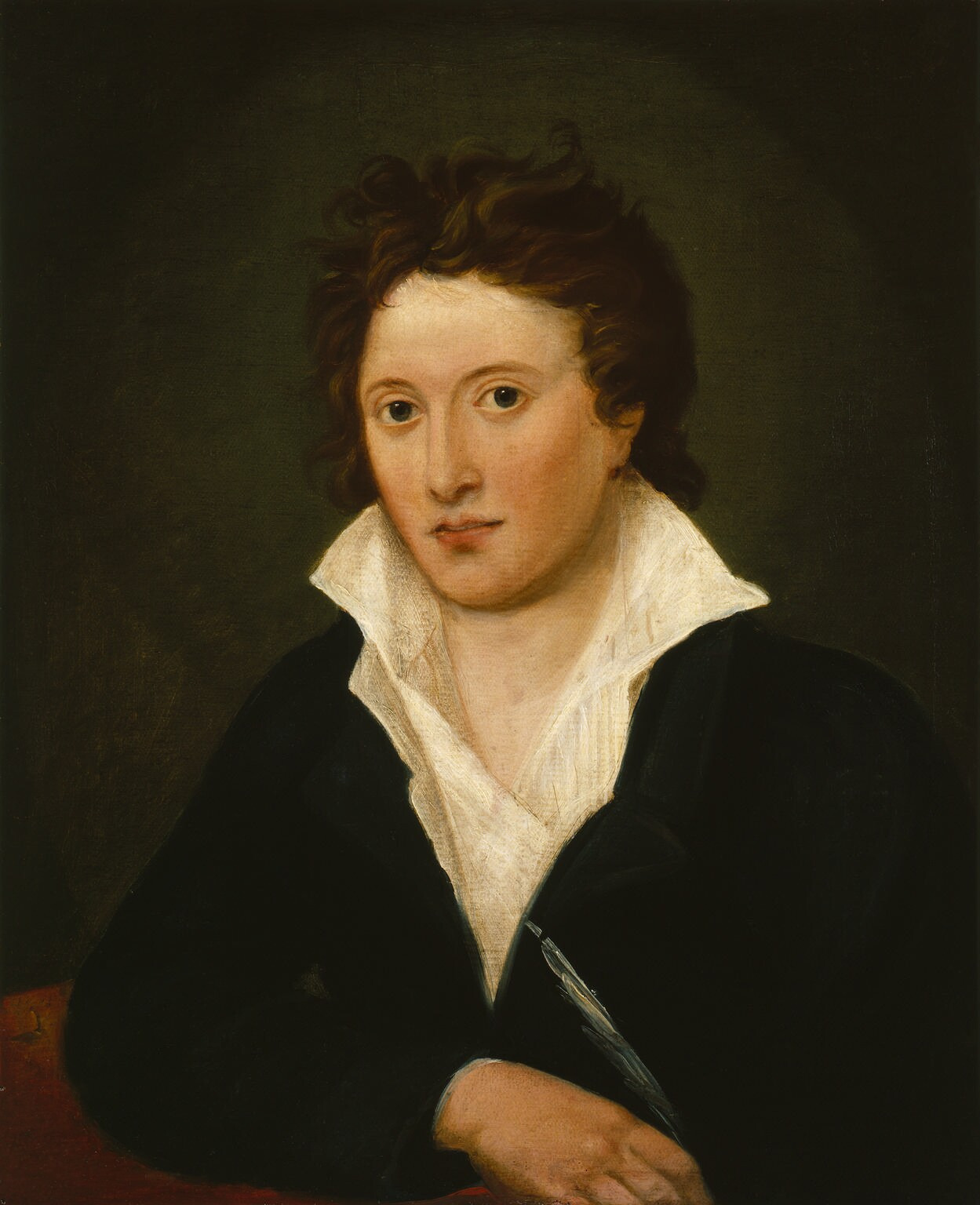
パーシー・ビッシュ・シェリーの肖像画(1819)[5] ナショナル・ポートレート・ギャラリー
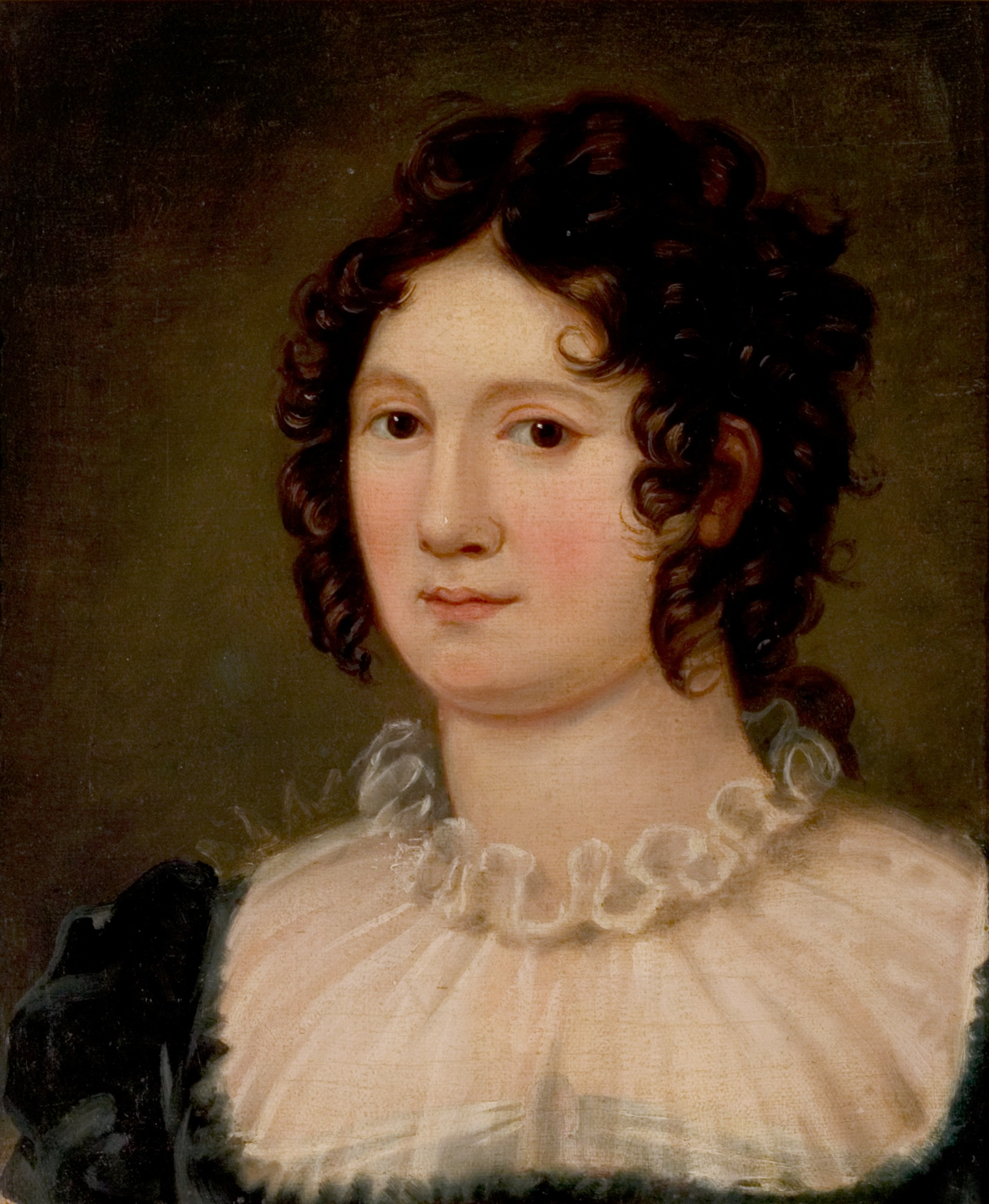
Claire Clairmont(メアリー・シェリーの義理の姉妹)の肖像画(1819) ニューステッド・アビー蔵
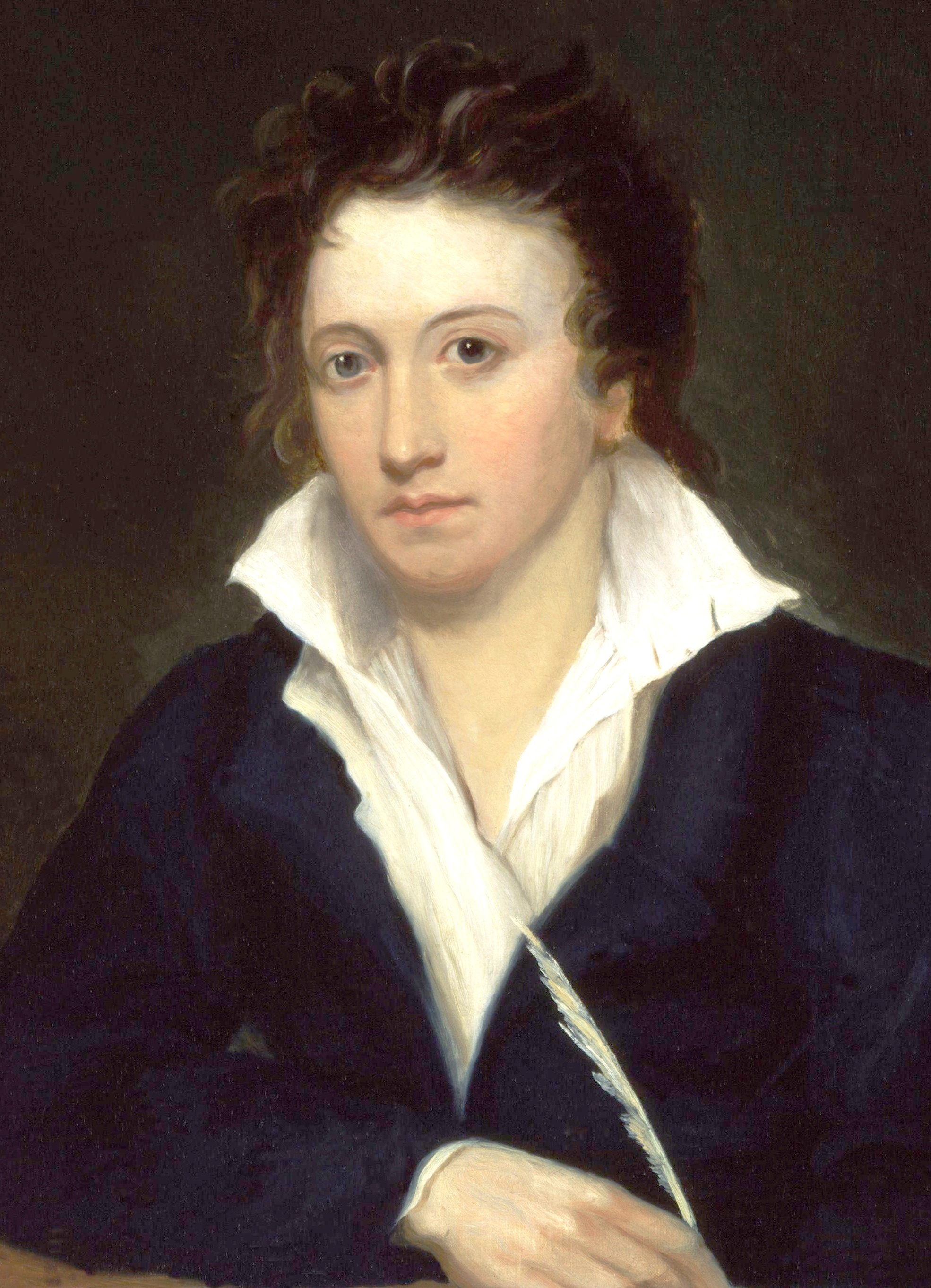
アメリア・カーランの原画をAlfred Clint RBA (1807–1883)が模写したシェリーの肖像画[6] ナショナル・ポートレート・ギャラリー